# Flegmone
Een flegmone is een acute etterige infectieuze ontsteking die zich steeds verder uitbreidt via weefselspleten tussen spieren, pezen en dergelijke, onder het niveau van de huid. Er kan zich pus ontwikkelen, hetgeen van buitenaf niet te zien is, maar soms wel te voelen. Patiënten met deze aandoening zijn vaak acuut ziek en de ontsteking kan zeer snel voortschrijden.
Een gevreesde vorm van flegmone is het beruchte gasgangreen.
Een flegmone kan door verschillende bacteriën worden veroorzaakt. Soms begint het met een relatief kleine verwonding door bijvoorbeeld een splinter.
Fijt is een andere aandoening die kan leiden tot een flegmone wanneer deze slecht wordt verzorgd.

## Behandeling
Een flegmone wordt behandeld door de etter via een snee in de huid weg te laten vloeien en door het (intraveneus) toedienen van antibiotica. Vaak zal hiervoor opname in het ziekenhuis nodig zijn. 